# Aumelasia
L'aumelasia (gen. Aumelasia) è un mammifero artiodattilo estinto, appartenente ai dicobunidi. Visse tra l'Eocene inferiore e l'Eocene medio (circa 51–43 milioni di anni fa) e i suoi resti fossili sono stati ritrovati in Europa.

## Descrizione
Aumelasia era di piccole dimensioni, e la lunghezza del corpo non superava i 60 centimetri. Era molto simile all'affine Messelobunodon, anche se di dimensioni minori. Aumelasia possedeva una testa generalmente massiccia nella parte posteriore e un muso sottile, e gli arti anteriori erano vistosamente più corti di quelli posteriori. La coda era estremamente lunga e raggiungeva i 24-25 centimetri di lunghezza, quasi quanto la lunghezza del tronco.

### Cranio
Il cranio non arrivava ai 10 centimetri di lunghezza e possedeva un muso relativamente corto se rapportato a quello di altri dicobunidi. La cavità nasale era piuttosto piccola, mentre le arcate zigomatiche erano ampie e massicce rispetto a quelle dell'affine Messelobunodon. Anche la cresta sagittale era più sviluppata rispetto a quella dei suoi stretti parenti. Le orbite avevano una forma ovale ed erano piuttosto ampie. La mandibola era piuttosto spessa.
La formula dentaria era tipica dei primi artiodattili: 3/3, 1/1, 4/4, 3/3. Gli incisivi erano piccoli e di forma vagamente spatolata, ma gli incisivi esterni della mascella erano appuntiti e assomigliavano a canini. Sulla mandibola, i canini erano invece a forma di tipici incisivi. Al contrario di Messelobunodon, il diastema dietro ai canini era corto. I premolari erano caratterizzati da uno o due regioni ricoperte di smalto, mentre i molari ne possedevano quattro o cinque. I molari superiori erano dotati di una cuspide addizionale, il mesostilo, situato al centro del limite esterno dei denti. In generale, i tubercoli erano arrotondati e l'aspetto dei denti era di tipo bunodonte. Il secondo molare era il dente più grande. 

### Scheletro postcranico
Lo scheletro postcranico di Aumelasia era di costituzione leggera. La colonna vertebrale misurava oltre 52 centimetri, e appena meno della metà era costituita dalla coda. Questa era costituita da 24 vertebre, molto simili a quelle di Messelobunodon. Le zampe anteriori erano molto più corte di quelle posteriori. Il femore era lungo oltre 9 centimetri e, al contrario di quello di Messelobunodon, non possedeva il terzo trocantere per l'inserzione dei muscoli della coscia. Le zampe anteriori erano dotate di cinque dita, mentre quelle posteriori di quattro. Le ossa metatarsali erano lunghe fino a 5 centimetri, mentre quelle del metacarpo non raggiungevano i 3 centimetri.

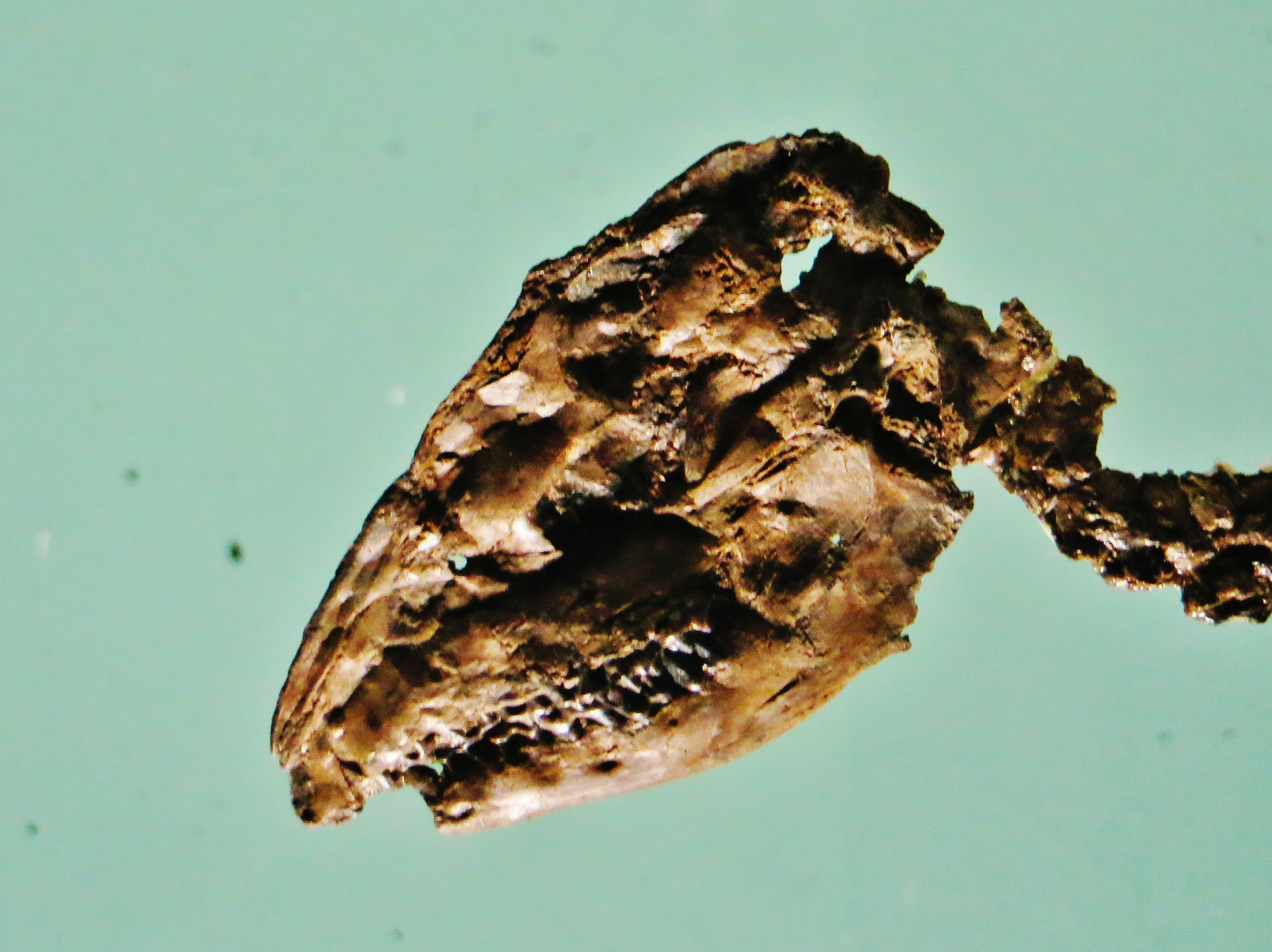
Cranio di Aumelasia sp.

## Scoperta e classificazione
Fossili di Aumelasia sono noti in Europa centrale e occidentale, in terreni dell'Eocene inferiore e dell'Eocene medio. I primi ritrovamenti avvennero in Francia meridionale, nella zona di Aumelas, risalivano alla fine dell'Eocene medio e consistevano in una mascella superiore frammentaria con denti, che servì a stabilire il genere Aumelasia nel 1980. Altri fossili frammentari vennero rinvenuti tre anni dopo nel bacino di Parigi (fine dell'Eocene inferiore), ma i fossili più rilevanti vennero ritrovati nel famoso pozzo di Messel in Germania, dove furono dissotterrati tre scheletri praticamente completi. È probabile che tutti e tre questi individui fossero esemplari giovani, poiché le suture delle ossa lunghe non erano fuse e vi era ancora in atto una sostituzione tra i denti da latte e quelli definitivi; i fossili di Messel risalgono a circa 47 milioni di anni fa, ma successivamente sono stati ritrovati anche altri fossili attribuiti ad Aumelasia nella Geiseltal nei pressi di Halle: questi fossili, in gran parte denti e mascelle, sono leggermente più recenti di quelli di Messel.
Aumelasia è un rappresentante dei dicobunidi (Dichobunidae), un gruppo di artiodattili arcaici di piccole dimensioni caratteristici dell'Eocene. All'interno della famiglia, Aumelasia è classificato come un rappresentante dei Dichobuninae, una sottofamiglia i cui rappresentanti erano dotati di un muso moderatamente allungato e da una dentatura bunodonte generalizzata. È possibile che il genere Protodichobune fosse il diretto antenato di Aumelasia, che peraltro era strettamente imparentato a Messelobunodon (anch'esso rinvenuto nella Geiseltal e a Messel). Aumelasia è un genere noto per quattro specie: la specie tipo Aumelasia gabineaudi, A. maniai, A. sudrei e A. menieli. Alcuni fossili, tuttavia, non possono essere classificati all'interno di queste tre specie, come ad esempio i tre scheletri completi provenienti da Messel. Sembra che vi sia stato un aumento di taglia da A. menieli ad A. maniai, passando per A. gabineaudi, così come un maggior sviluppo del pattern dei premolari posteriori.

## Paleobiologia
La struttura fisica aggraziata, le lunghe zampe posteriori e le corte zampe anteriori suggeriscono un modo di locomozione adatto alla corsa e a balzi, simile a quello ipotizzato per altri artiodattili arcaici come Messelobunodon. Probabilmente Aumelasia si affidava a una fuga fatta di veloci balzi; poiché la tibia e il perone erano proporzionalmente più corte di quelle di Messelobunodon, si suppone che Aumelasia fosse meno veloce.
I giacimenti di Messel e della Geiseltal, nel corso dell'Eocene, erano occupati da foreste subtropicali, ed è probabile che Aumelasia fosse un timido animale che si nascondeva nel sottobosco. La struttura bunodonte dei molari di Aumelasia indica che questo animale si nutriva di vegetazione, probabilmente frutta e foglie. Due dei tre scheletri rinvenuti a Messel presentano residui di cibo nella zona del tratto gastrointestinale, che consistono in sabbia e soprattutto resti di semi e frutta. La composizione di questi resti, compresa la proporzione di sabbia rinvenuta, indica che Aumelasia probabilmente si nutriva grazie a cibo che rinveniva sul terreno.